# Кома Педроса
Кома Педроса (Coma Pedrosa) е най-високият връх в Андора с височина от 2946 метра. Намира се в западната част на страната. 